# Grittleton
 (septembre 2023).
Grittleton est une paroisse civile et un village du Wiltshire, en Angleterre.